# Reflets (album d'Alan Stivell)
Pour les articles homonymes, voir Reflets.
Albums de Alan Stivell
Telenn geltiek : Harpe celtique
(1961) Renaissance de la harpe celtique
(1971)
Singles
1. Brocéliande (Son Ar Chistr)
Sortie : 1970

Reflets est le premier album professionnel d'Alan Stivell, paru en décembre 1970, après un disque de harpe celtique instrumental paru en 1965. Après s'être fait un nom dans le milieu folk, surtout grâce à ses prestations aux scènes ouvertes du Hootenanny à Paris, il signe chez Philips et publie son premier album chanté. Celui-ci marque la naissance de la « pop celtique » et lui permet d'écrire l'histoire de cette décennie.

## Présentation de l'album
Si le sens ancien du mot reflesso, du latin reflexus, retour en arrière, ne suffit pas ici, même s'il s'agit de revenir à une culture oubliée ou souvent méprisée comme affirmé dans la chanson qui donne son titre à l'album, ce disque révèle bien un moment de la création bretonne et celtique que Stivell porte en tant qu'initiateur (reflexions en anglais, changement de direction).
« STIVELL. Ce nom que j'ai choisi pour mon expérience-chanson résume assez bien ce que je veux faire. Comme lui, ma musique pourrait passer pour anglo-saxonne. C'est pourtant un nom Breton qui signifie « source » ; Je puise en effet aux sources Celtiques mes vraies racines, mais ma musique se voudrait source nouvelle.

Loin de moi l'idée d'autarcie culturelle (ce serait justement la situation d'un monde uniformisé-américanisé par exemple); je suis pour les échanges, donc pour une diversité des cultures (j'accepte comme un enrichissement l'influence de la musique américaine, mais je refuse d'être américain). Des gammes ou des rythmes inconnus n'apportent-ils pas plus que le Blues made in France ou le Rock made in Italy ?
Attention, je ne veux faire ni plus ni moins du folklore que Mozart, Elvis Presley ou Ravi Shankar. Dans tous les cas, il s'agit d'artistes exprimant, entre autres choses, leur nationalité, leur classe sociale, leur époque. Les cultures sont potentiellement égales, elles ne peuvent qu'artificiellement être rabaissées au rang de folklore-musée, rejetées dans le passé. Une culture nationale, une musique, un rythme ne sont pas de nature plus moderne que d'autres ; c'est avant tout une question d'esprit et de techniques. Quelle production si, au lieu d'imiter leurs cousins d'Amérique ou leurs grands-parents, les jeunes du monde se décidaient à s'exprimer !
Cette idée de musique « ethno-moderne » est dans l'air. La Pop brésilienne me parait très originale. La « Jig o Jig » des East of Eden et le « Celtic Rock » de Donovan sont parmi les premiers exemples d'une « Celtic Pop Music » véritable.
Si la culture Celte est étouffée et pratiquement inconnue, elle est un des soubassements de la civilisation occidentale ; racines qui semblent remonter à la surface à chaque révolte contre l'ordre, l'équilibre, le rationnel, le matérialisme germano-latin : le romantisme, le surréalisme, et maintenant le « mouvement pop ».
Cela parait exagéré et c'est pourtant exact musicologiquement: la musique dite de variétés a depuis 15 ans de plus en plus fait appel, sans le savoir, à des thèmes celtiques par l'intermédiaire du folklore blanc américain dont la principale racine est irlandaise. De nombreux tubes « anglo-saxons » se rapprochent étonnamment des mélodies celtes. Parallèlement, une partie des bijoux, vêtements décorés, bandes dessinées pop répondent exactement aux « définitions » de l'art celtique (voir monnaies et bijoux gaulois).

C'est avec la vague du folk-song que cette influence celtique atteint son apogée. C'est ce courant, synthèse d'une continuité ethno-culturelle volontaire et d'une adaptation au monde moderne qui m'a poussé à lancer un Folk-Song Breton. »
— Alan Stivell, 1970, verso de l'album Reflets

### Enregistrement
Pour vraiment servir la cause bretonne, Stivell pense qu'il est indispensable de devenir professionnel. Il signe un contrat d'exclusivité chez Philips-Phonogram (devenue Universal Music) en 1967 : « Il ne s'agissait pas, de sa part, d'une concession mais d'une volonté bien arrêtée : psychologiquement, il était nécessaire de passer par Paris, commente Yann Brekilien. C'était le seul moyen d'attirer l'attention du grand public sur la musique bretonne. Les Bretons comme les autres habitants de l'hexagone, étaient habitués à n'accepter que ce qui vient de Paris. » Après trois 45-tours sous le label Fontana de Philips, dont Brocéliande début 1970, il obtient les moyens d'enregistrer 10 chansons : « Une fois dans la place, j'ai pu en 69, inverser nos rapports et imposer à la direction de me donner carte blanche et je leur ai imposé mes idées. C'était déjà pas mal, même si bien sûr, je n'ai pas eu les tapis rouges et les budgets alloués à d'autres artistes. »
Alan Stivell est le directeur musical d'une expérience inédite : une douzaine de musiciens participent à l'enregistrement de l'album, produit par Frank Giboni, ainsi que la chorale de l'association parisienne Ker Vreiz.

### Parutions et réception
Ce premier album Reflets sort en décembre 1970 en France, après la sortie quelques semaines auparavant d'un 45 tours présentant Brocéliande (et Son ar chistr en face B) qui symbolise à lui tout seul la naissance de la vague pop celtique. (Frank Giboni, le directeur exécutif du disque, avait produit, peu avant, Madame de Barbara.) L'album est un succès, se vendant à 10 000 exemplaires en deux mois. Comme le nota Yann Brekilien dans son livre page 44 : « Les plus étonnés en furent les dirigeants de maison de disques qui, au départ, n'y croyaient pas du tout. C'était contraire aux critères commerciaux les mieux établis. » Le pari d'Alan Stivell était gagné  : son disque intéressait à la fois les Bretons eux-mêmes mais aussi les programmateurs radio. Erwan Le Tallec analyse l'impact de cette première publication dans le magazine Paroles et Musique : « La télévision régionale se fend même d'un minuscule reportage où Alan chante ces chansons : le petit monde de l'underground breton en est tout retourné. Enfin ! Ce qu'il aime, ce qu'il admire semble reconnu par les autorités officielles et autorisées. [...] À l'image de Donovan ou de Joan Baez, Alan situe sa musique dans son époque et dans son contexte social : Le rêve pour toute une génération d'adolescents. »
En janvier 1971, dans Sav-Breizh, Philippe Le Solliec pouvait observer : « [...] Alan Stivell a mis au goût du jour certaines de nos meilleures chansons populaires, par une orchestration originale, des arrangements, des chœurs. Déjà, de ce point de vue, le résultat est un succès complet : Reflets plaira aux habitués les plus difficiles du folk song international, aussi bien qu'aux adeptes du kan ha diskan. Mais en dehors du plaisir de l'écoute, nous trouvons chez Stivell une connaissance profonde de la nature de la musique celtique [...] Stivell résout en effet ce problème de toute la pop-music européenne : où faut-il s'ancrer pour affirmer son originalité face à la musique américaine, dans quelle tradition puiser ? »
Un an après la sortie de l'album, il reçoit en décembre 1971 des mains de Marie Laforêt le prix Morvan Lebesque attribué par le Congrès mondial des Bretons dispersés.

## Caractéristiques artistiques

### Description des morceaux

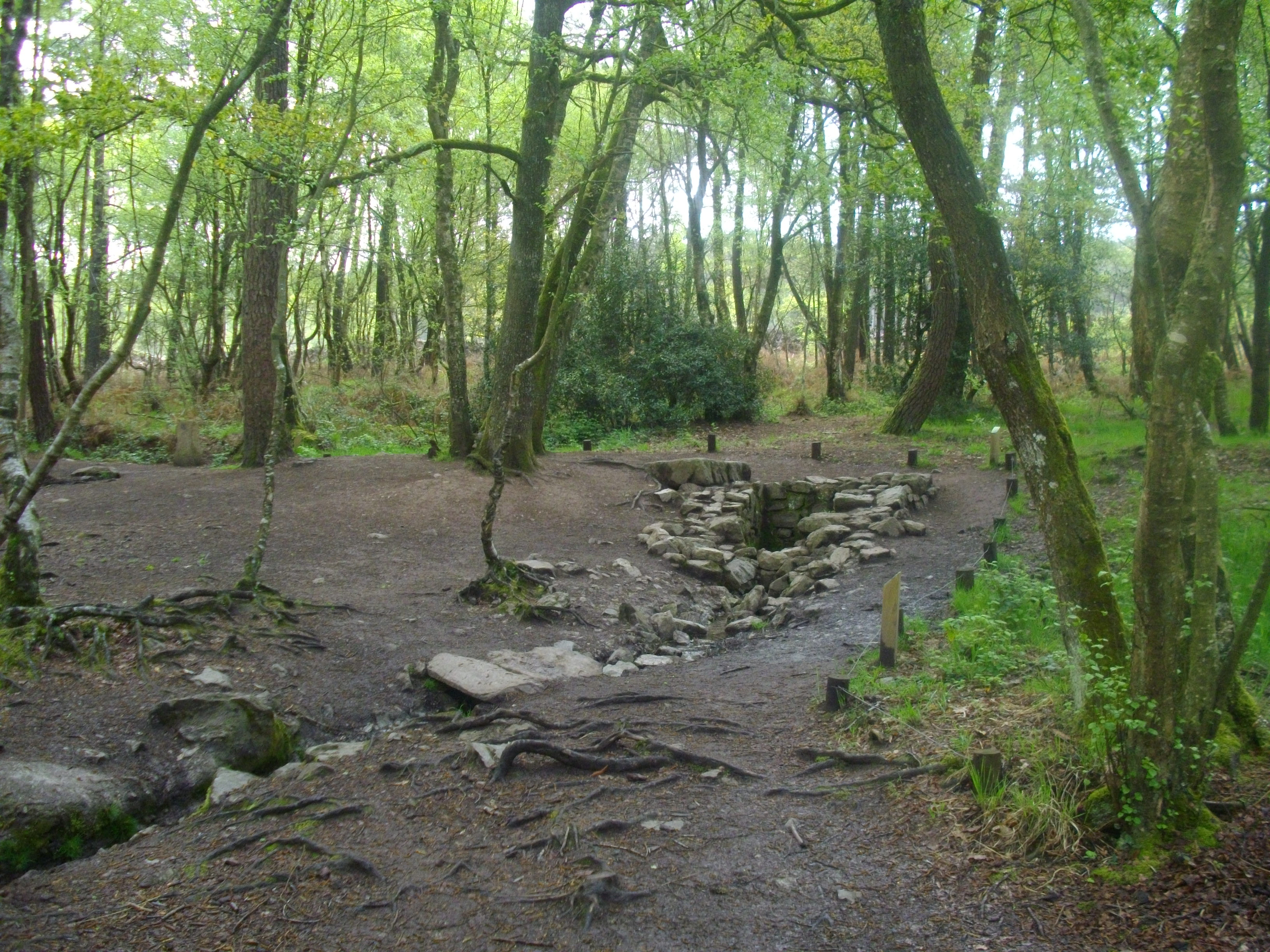
La fontaine de Barenton en forêt de Brocéliande.

RefletsMorceau d'Alan Stivell qui signe un poème de déploration et d'incompréhension, de regrets d'une terre humiliée qui court à la fin du monde, chanté en français d'une manière très affirmée, sur une musique également captivante. Les paroles jouent avec les éléments naturels, l'air et la terre vaincus par l’eau et le feu (« le vent a soufflé », « de larmes en fleuves », « de larmes en flammes »). Même si ce n'est pas le sens premier, son interprétation peut laisser y voir le constat amer d’une Bretagne agonisante ou à d’autres des échecs dans leur vie personnelle et relationnelle.
« Reflets sur l'eau.... Reflets d'un monde enseveli par l'orgueil de l'homme. L'homme enseveli par les souffrances qu'il a lui-même accumulées. Tout cela est déjà arrivé : la ville d'Ys, l'Atlantide, le Déluge en sont les souvenirs ou les symboles. L'Apocalypse nucléaire menace à nouveau. A un certain degré de puissance technique, la loi du plus fort n'est plus viable, pas même pour ses partisans, elle appelle la catastrophe universelle. Le respect de l'homme pour l'homme : tout est là »
— Alan Stivell, dans album n°1, Ed. Intersong Tutti (cité par P. Durand, 1976, p.116)
BrocéliandeAutre chanson entièrement conçue par l'artiste mais qui se fait plus légère grâce au tandem harpe / violoncelle et les chœurs multiples, dans l'esprit de la forêt enchantée Brocéliande. Le son ainsi que l'ambiance sont éthérés et l'on assiste, tout comme pour la chanson d'introduction, à une montée en puissance, avec l'intervention de percussions, d'une guitare 12 cordes et de la bombarde, qui remplace ici la cornemuse écossaise. L'entremêlement du breton et du français des paroles exprime la perte - mais aussi la quête - d'une civilisation, celle de la légende arthurienne à travers la recherche de Brocéliande et de sa « Celte fontaine ».
Je suis né au milieu de la merAdaptation en français de Me zo ganet e kreiz ar mor, « chef-d'œuvre » du poète Yann-Ber Kalloc'h. Des onze strophes, chacune de sept vers, il fait une chanson poétique de trois strophes. L'harmonie de l'éden enfantin sur l'île de Groix, dans une famille de marins pauvres, y est détruite par la mort du père et les soucis de la mère aux cheveux blanchis. Dans le poème, il est question de pleurs et de s'agenouiller devant Dieu, ce que Stivell ne reprend pas. Quant à la musique de Jef Le Penven, il l'arrange et la rend plus fluide - comme les vagues - avec sa harpe, enregistre un canon avec sa propre voix lorsqu'il est question du père, s'auto-accompagne encore quand il évoque la mère, et la chanson s'achève mélancoliquement sur les notes « bluesy » de Youenn Robineau à la guitare électrique qui s'entremêlent à la harpe.
Sally free and easyArrangement de la chanson autobiographique de Cyril Tawney - un ancien marin anglais, chanteur et compositeur folk (1930-2005) - à propos d'une jeune fille qui aurait trompé l'auteur lorsqu'il était en mer. Stivell - qui la place « entre la ballade gaélique et le blues » - la chante d'une manière plutôt vigoureuse, avec une légère réverbération, en s'accompagnant seulement de sa harpe.

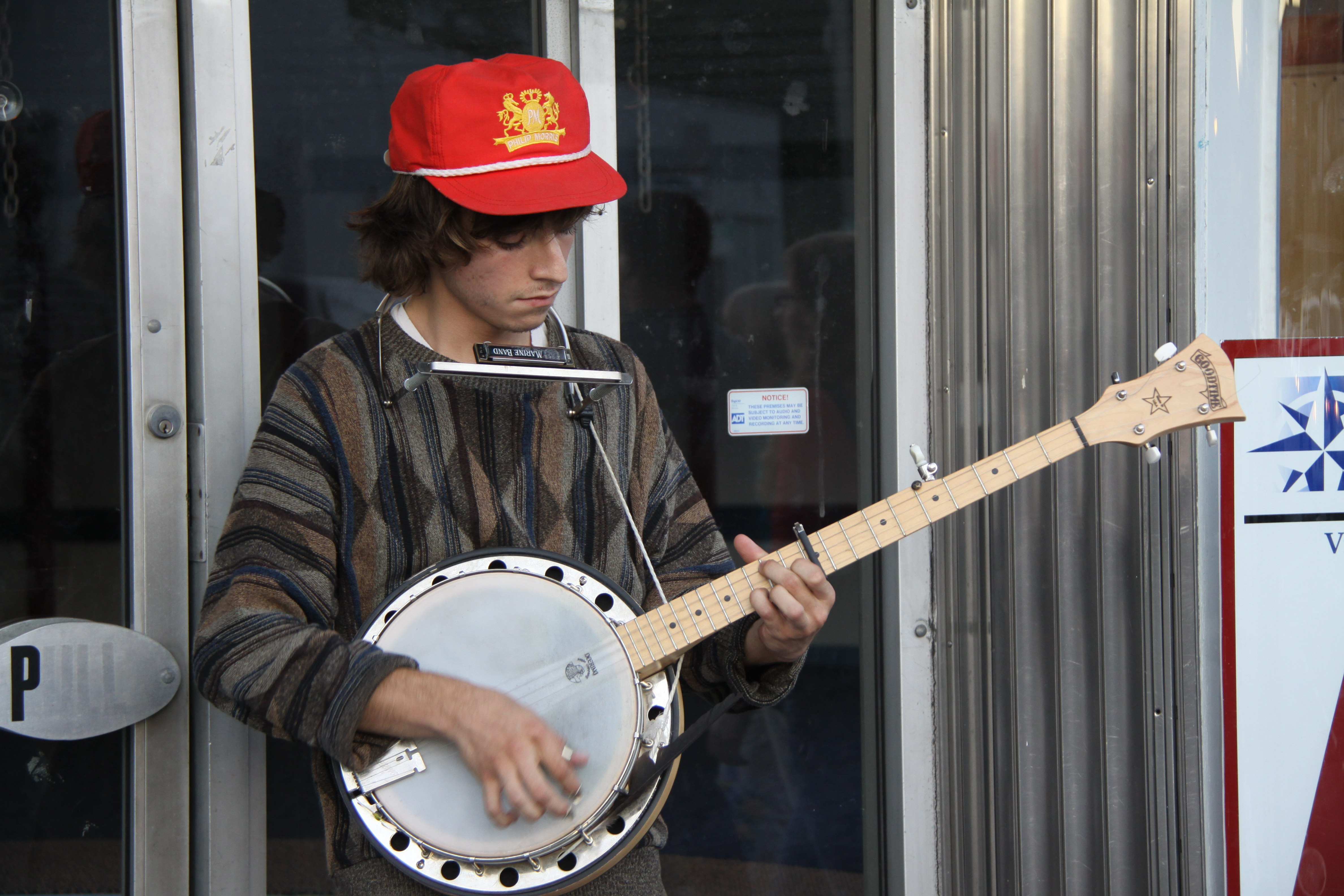
Stivell emploie des instruments du folk américain, tels que le banjo et l'harmonica.

Les morceaux traditionnels suivants sont des classiques arrangés par Stivell.
SuitesUne suite des « montagnes » bretonnes d'abord - avec des danses de haute Cornouaille - composée d'une première partie à la harpe seule alternant danses et accalmies (« swing subtil » qu'il compare à la forme suggérée desdites montagnes), bientôt rejointe par un arrangement d'orgue électronique et de mellotron, de percussions et de flûte irlandaise. Cette dernière n'est pas présente sur la suite du même nom, la « suite irlandaise », qui combine la mélodie de Caitlin Triall et la jig Porth Mhuirgheasa (air dansant souvent appelé Morrison's Jig).
Marig ar PollantonChanson traditionnelle bretonne, que l'artiste compare à une ballade américaine, qui raconte l'amour d'une jeune fille de vingt ans (la plus jolie du canton) pour un prisonnier, sentiment qui la pousse à refuser toutes les demandes en mariage des autres jeunes gens. Ici l'harmonica accompagne progressivement le chant et la harpe d'Alan Stivell. Grâce à cette version notamment, cette chanson devint populaire dans les années 1960-70.
Son ar chistr (« Chanson du cidre »)Chanson à boire plutôt amusante et énergique. La harpe y est agile et le banjo de Steve Waring en renforce le côté folk. Quant au chant breton d'Alan Stivell qui invite à la danse et aux chœurs mixtes, ils lui donnent un côté pub irlandais ou taverne bretonne.
SilvestrigTraditionnel breton - chanté ici de manière presque tragique - sur la conscription obligatoire. Il parle d'un jeune soldat, petit Sylvestre, qui part à la guerre au grand désespoir de sa famille, sans qu'on sache d'ailleurs exactement à quelle époque. Des hypothèses sont émises depuis que La Villemarqué a situé cette gwerz, intitulée Le Retour d'Angleterre dans son Barzaz Breiz, du temps de la conquête normande de l'Angleterre et du Duché de Bretagne. La version de Stivell est proche de celles recueillies par François-Marie Luzel et publiées dans son recueil Chants populaires de la Basse-Bretagne.

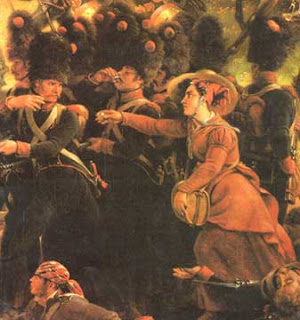
Vivandière lors de la bataille de Barrosa des troupes de Napoléon Ier en Espagne.

Tenval an Deiz (« Sombre le jour »)Chanson sur le même thème, qui commence par le Te Deum de Marc-Antoine Charpentier connu en tant que générique de l'Eurovision pour ajouter une pointe de familiarité (afin de « contourner les blocages ») et de bonne humeur (« avant tout m'amuser moi-même »), sans trop s'éloigner de la musique bretonne car ce thème est au répertoire de bagadoù (Bleimor notamment), nommé Son ar charpentour,. Dans la traduction proposée sur l'album Voulouz loar d'Annie Ebrel et Riccardo Del Fra (1998), il est question d'une jeune fille qui aimait être avec celui qu'elle aime : « Sombre le jour dans cette maison / Celui que j'aime n'est pas ici / Il est allé servir Napoléon / Napoléon ne sera pas content / De voir des filles dans son régiment / Je me déguiserai / Pour venir voir mon galant / Je mettrai le pantalon de mon père / Et sur ma tête un grand chapeau plat. » On peut imaginer qu'Alan Stivell chante ses chansons qui concernent la conscription avec d'autant plus de délectation qu'elles rejoignent le folk américain contemporain qui s'oppose à la guerre du Vietnam, mais aussi parce que lui-même - antimilitariste - a tout fait, un an auparavant, fin 1969, pour être réformé, ce qu'il obtint après un passage à l'hôpital militaire du Val-de-Grâce à Paris où il joua plus ou moins la folie.

### Pochette et disque
Les lettres rouge-orangé (en particulier le S) sont stylisées par le harpiste. La photo en noir et blanc de la pochette, signée Korentin Kéo, date du 11 février 1970, prise sur la pointe du Grouin à Cancale, à 18h. Elle montre un Stivell aux allures de barde romantique : à genoux contre un rocher, cheveux au vent, regard perdu vers les lointains. Il joue de la harpe, tandis que le soleil se couche en arrière-plan sur l'océan et y reflète.
Au dos : une ombre chinoise du chanteur, debout à la harpe, et deux textes ; l'un de Jacques Vassal, de Rock & Folk, l'autre d'Alan Stivell. Xavier Grall : « Je revois la silhouette de Stivell. Il ne fait qu'un avec sa harpe. Une relation scultpturale, presque végitale : on dirait un arbre qui projette une ramure en dorme d'arc. AU dos de son premier 33 tours, « Reflets », on trouve cette silhouette, signe d'alliance entre l'homme et la nature. Résurrection du harpeur après un siècle botrellisé ».

## Fiche technique

### Liste des morceaux
| 1.    | Reflets                        | Alan Stivell                       | Alan Stivell                        |                                                                         | 4:22 |
| 2.    | Suite des montagnes            |                                    | Argts. Alan Stivell                 | Traditionnel de Haute Cornouaille                                       | 3:38 |
| 3.    | Marig Ar Pollanton             | Argts. Alan Stivell                | Argts. Alan Stivell                 | Traditionnel breton                                                     | 3:47 |
| 4.    | Broceliande                    | Alan Stivell                       | Alan Stivell                        |                                                                         | 4:07 |
| 5.    | Son Ar Chistr                  | Argts. Alan Stivell                | Argts. Alan Stivell                 | Traditionnel                                                            | 2:29 |
| 6.    | Sally free and easy            | Argts. Alan Stivell                | Argts. Alan Stivell                 | Cyril Tawney                                                            | 3:24 |
| 7.    | Suite irlandaise               |                                    | Argts. Alan Stivell                 | Traditionnel irlandais {mélodie Caitlin Triall / jig Porth Mhuirgheasa} | 3:07 |
| 8.    | Silvestrig                     | Argts. Alan Stivell                | Argts. Alan Stivell                 | Traditionnel breton                                                     | 3:03 |
| 9.    | Tenval an deiz                 | Argts. Alan Stivell                | Argts. Alan Stivell                 | Traditionnel breton                                                     | 1:40 |
| 10.   | Je suis né au milieu de la mer | Jef Le Penven / Adap. Alan Stivell | J.P. Kalloc'h / Argts. Alan Stivell |                                                                         | 3:59 |
| 33:53 |                                |                                    |                                     |                                                                         |      |

### Crédits

#### Équipe artistique
- Alan Stivell : harpe celtique, cornemuse écossaise, flûte irlandaise, harmonica, bombarde
- Roger Mason, Gilbert Cascales : orgue électronique
- Marc Thomas : basse électrique
- Marc Migiani : contrebasse
- Alain Guillou : guitare 12 cordes
- Hubert Varron : violoncelle
- Steve Warring : banjo
- Youenn Robineau : guitare électrique
- Bernard Lubat, Yann-Fañch ar Merdy, Loeiz Roujon, Gilles Robineau : percussions
- Philippe Fromont : fiddle (violon irlandais)
- Chœur de Ker-Vreizh
- Danièle Licari : direction des chœurs féminins

#### Équipe technique
- Alan Stivell : arrangements et direction musicale
- Frank Giboni : producteur
- Claude Delorme : photo verso
- Korentin Kéo : photo recto